# Вусач-меґараґій в'язовий
Перев’язник дубовий (Rhagium sycophanta Schrank, 1781) — вид жуків з родини Скрипунових.

## Поширення
Rh. sycophanta належить до групи західнопалеарктичних видів у складі палеарктичного комплексу. Вид розповсюджений на території країн Європи, Кавказу і в Росії. 
В Україні розповсюджений і численний у лісовій і лісостеповій зонах.

## Екологія
Комахи трапляються на стовбурах дерев, часто скупчуються у місцях пошкоджень кори та сочіння соку, яким вони живляться Літ триває з червня до серпня. Імаго зустрічається на квітах. Личинки розвиваються в деревині в’язу (Ulmus scabra Mill.) берези, граба та деяких інших листяних порід. 

## Морфологія

### Імаго

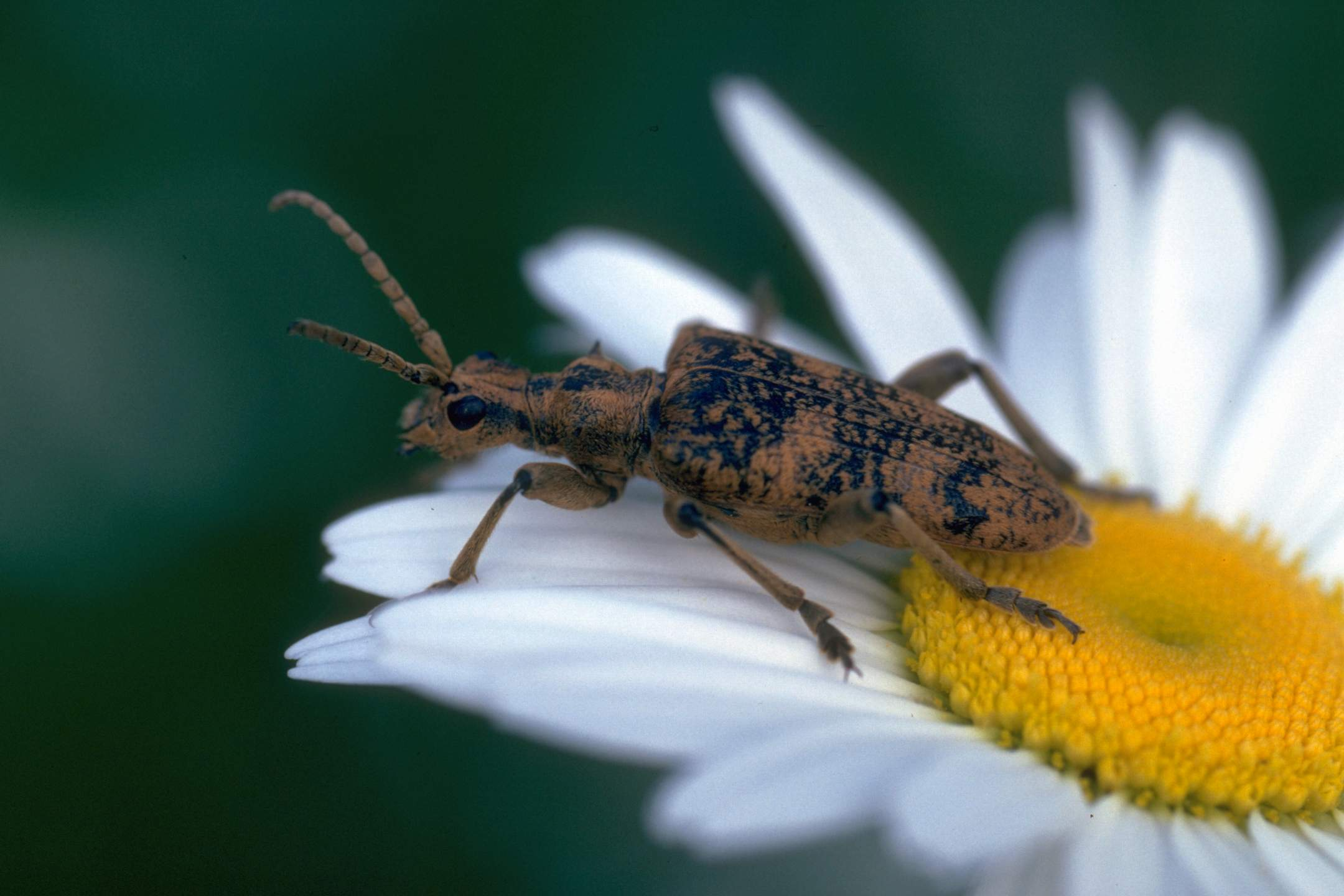
Імаґо вусача-меґараґія в’язового

Цей вид є найбільшим з-поміж Перев'язників, довжина тіла 18-28 мм. Забарвлення тіла чорне з густими рудими волосками. Надкрила в густих лежачих волосках, з двома рудими перев’язями. Скульптура надкрил зморшкувата з добре помітними ребрами. Голова з великими скронями, значно довшими за очі. Вусики короткі, не довші за передньоспинку. Передньоспинка з одним великим шипом і двома рудими поздовжніми перев’язями.

### Личинка
Тіло личинки Rh. sycophanta сплющене в дорзо-вентральному напрямку. Голова велика, плоска. З кожної сторони голови по одному основному вічку та два додаткові. Вусики маленькі двочленикові. Мандибули вузькі і довгі, зовні біля вершини гладенькі, при основі з неправильною скульптурою, а з середини з гострими, косими кілями. Наличник, як і верхня губа, широкий, остання має овальну форму. Ноги порівняно довгі. Пронотум в основній своїй частині гладкий. 9-й сегмент черевця без шипа.

## Життєвий цикл
Життєвий цикл триває 2 роки.